# 名月峠
明月峠、名月峠（めいげつとうげ）は、大阪府豊能郡能勢町にある峠。標高約262m。

## 概要
暮坂峠・逢坂峠・坂井峠と共に、能勢町中部を南北に貫く山地にかかる峠の一つ。竜王山（標高462m）の北側を越える。トンネルは無く、大阪府道4号茨木能勢線が東西に切通しで抜ける。

## 伝説
昔、摂津国御園荘（現在の尼崎市）に住む領主・三松国春が子を授かろうと大日如来に願をかけたところ、仲秋の名月の夜に娘が生まれたため、名月姫と名付けた。美しく育った姫は能勢家包に嫁ぐこととなり、能勢大里の地へやって来た。
能勢氏の許で幸せに暮らしていた名月姫だが、姫の美貌を聞きつけた平清盛が横恋慕し、能勢氏から姫を引き離そうとした。名月姫は悲嘆に暮れつつも清盛の権勢には抗し難く、能勢を去り清盛の待つ福原へ向かったが、大里から程近いこの峠で能勢氏への操を守り自害した。
姫の亡骸を祀った墓所が今も峠近くに残る。婚礼の行列や「結婚」に関するクルマはこの峠を通らない不文律があるという。

## 通過する交通路
- 大阪府道4号茨木能勢線

### バス
- 阪急バス
  - 74系統　山下駅前～一庫ダム～森上～能勢町宿野～名月峠～口山内／能勢町宿野～名月峠～口山内～倉垣～杉原
  - 75系統　山下駅前→一庫ダム→森上→名月峠→口山内（能勢高校登校日のみ運転）

いずれも本数は少ない。